# 电外科
电外科是将高频（射频）交替极性电流接触生物组织，切割、凝固、干燥或电灼组织的手术方法。。它能够在减小失血量下精确切割。电外科设备广泛使用于外科手术，有助于防止手术中的失血情况。
在电外科手术中，组织由电流加热。电外科是与电灼不同的手术方法，虽然某些情况下可以使用电外科设备的加热探针的烧灼组织，但是事实上电灼的方法是通过来自手电筒型设备中的干电池的直流电，加热到高温探针的热传导（很像烙铁的方式）灼烧组织。
相比之下，電外科使用射頻(RF)交流電誘導電離分子的細胞內振盪來加熱組織，使細胞內溫度升高。細胞溫度達到60°C時會瞬時死亡。組織被加熱到60-99°C時會發生組織乾燥（脫水）和蛋白質凝固。如果細胞內溫度迅速達到100°C，細胞內的內容物會從液體轉化為氣體，體積膨脹，導致爆炸性汽化。
用電手術鉗進行乾燥和凝固，使血管閉塞，止血。這個過程在技術上是一個電凝過程，但術語“電灼”有時被廣義地、錯誤地用來描述它。汽化過程可用於燒蝕目標組織，或通過線性延伸用於橫切、切割組織。雖然汽化、切割和乾燥、凝固過程最好用相對低的電壓、連續或接近連續的波形來完成，但電灼過程實際上用相對較高的電壓調製波形來執行。電灼是一種表麵類型的凝固，通常是通過將調製的高壓電流作用到迅速乾燥和凝固的組織實現。持續向這種高阻抗組織施加電流會導致電阻加熱到足以導致有機分子分解為醣類甚至碳的高溫，導致組織碳化產生深色紋理。
透熱術被一些人用作電外科的同義詞，但在其他情況下，透熱術是通過介電加熱，由分子偶極子在高頻電磁場中旋轉產生。這種效應最廣泛地用於微波爐或一些以千兆赫頻率運行的組織燒蝕設備。在工業過程中使用較低頻率，穿透力更強。
射频电外科几乎用于所有外科手术，包括皮肤科、妇科、心脏、整形、眼科、脊柱、耳鼻喉科、颌面科、整形外科、泌尿科、神经外科、普通外科手术以及一些牙科手术。
射频电外科手术是使用射频电外科发生器（也称为电外科装置或ESU）和包括一个或两个电极（单极器械或双极器械）机头进行。所有射频电外科手术都是双极的，因此单极器械和双极器械之间的区别在于设计上单极器械仅包含一个电极，而双极器械包括两个电极。
通电时称为“有源电极”的单极仪器需要在患者身体的其他部位应用另一种称为“分散电极”的单极仪器，其功能是“散焦”或分散射频电流，防止对更深组织造成热损伤。这种分散电极经常误称为“中性电极”。然而，几乎所有当前可用的射频电外科系统都应该在隔离电路中运行，即分散电极直接连接到ESU，而不是所谓的“接地”。相同的电流通过分散电极和活性电极传输，因此它不是“中性”的。术语“返回电极”在也是不正确的，因为交流电流指的是交替极性，使电路中的两个电极双向流动。
双极器械通常设计有两个“有源”电极，例如用于封闭血管的镊子。然而，双极仪器可以设计成一个电极是分散的。双极器械的主要优点在于电路只存在于两个电极之间的患者组织，消除了电流分流以及其他副反应风险。然而，除了那些设计用于在流体中起作用的装置外，用双极器械很难汽化或切割组织。

## 神经和肌肉细胞的电刺激
神经细胞和肌肉细胞是电激发的，即它们可以被电流刺激。在人类患者中，这种刺激可能导致急性疼痛、肌肉痉挛，甚至心脏骤停。神经和肌肉细胞对电场的敏感性是由于其细胞膜中存在电压门控离子通道。刺激阈值在低频下变化不大（流变碱恒定水平），当脉冲（或周期）的持续时间下降到特征最小值（chronaxie）以下时，阈值开始增加。通常，神经细胞在0.1-10ms范围内，因此对电刺激的敏感性（刺激阈值的倒数）随着频率在kHz及以上范围内增加而降低。（请注意，交流电流的频率是单个周期持续时间的倒数）。为了尽量减少肌肉和神经刺激的影响，使用电手术器械的无线电频率（RF）通常在在100千赫到5兆赫范围。
在较高频率下有助于最大限度地减少水电解产生的氢和氧的量，避免在封闭隔室中的液体介质中，气泡产生的干扰。例如，可以防止在眼睛内部操作期间产生的气泡可能会遮蔽视野的问题。

## 具有隔离电路设备的公共电极设备
有几种常用的电极设备或电路拓扑：
对于“双极”仪器，使用一对大小相似的电极将电流施加到患者身上。例如，特殊镊子，一个尖头连接到射频发生器的一个极，另一个尖头连接到发生器的另一个极。当一块组织被镊子夹住时，RF交替极性电流在两个镊子尖齿之间振荡，通过前面描述的细胞内离子的同步振荡加热组织。
在单极设备中，患者连接到分散电极、相对较大的金属板或柔性金属化塑料垫，后者连接到射频发生器或电外科装置(ESU)。外科医生使用称为“有源电极”的尖头或刀片状电极与组织接触使用。可用于称为电外科切割的汽化、线性切割组织，或用于蛋白质干燥凝固促使血管止血。电流在有源电极和分散电极之间振荡，患者介于两者之间。由于RF电流的浓度随着与有源电极的距离而降低，因此电流密度迅速（二次）降低。由于组织加热速率与电流密度的平方成正比，因此加热发生在非常局部的区域，仅在靠近电极部分如尖端所靠近或接触的目标组织。
在手指等肢体上，用于分散电流横截面积有限，可能导致更高的电流密度和热量穿透整个肢体。
另外一种双极仪器两个电极的设计相同，但分散电极比有源电极大得多。由于较小电极前面的电流密度较高，因此加热和相关组织效应仅发生在有源电极的前面。有时这种设备被称为sesquipolar，即使这个术语的起源，拉丁语sesqui中意味着1.5的比率。

### 没有分散电极的专用非接地机器
相对低功率的高频电外科手术可以在没有分散电极的情况下对没有接地机器的清醒的患者进行治疗。在中等RF频率（通常为100–500 kHz)下，患者身体（位于患者身体和机器接地之间）的自电容足够大，产生的位移电流充当虚拟的“电路完成路径”，可以在没有分散电极的情况下在低电流下工作。
1940年Birtcher公司开发的品牌名称“Hyfrecator”简化于“High Frequency Eradicator”，现在一般形容一般单电极的，非隔离的低功率电器。通过接地的意外电路完成路径会在远离探针电极的位置产生灼伤的危险，因此单电极装置仅用于清醒患者，并且仅在隔热的平台操作。
在这种情况下，hyfrecators不用于切割组织，而是用于破坏相对较小的病变，并在局部麻醉下使用刀片器械进行手术切口止血。

## 电外科分类
在切割模式下，电极接触组织，并施加足够高的功率密度以蒸发水分。由于水蒸气在正常情况下不导电，因此电流不能流过蒸气层。如果施加足够高的电压(>+/-200 V)电离蒸汽并将其转化为导电等离子体，则超过汽化阈值的能量传输可以继续进行。蒸汽和过热组织的碎片被喷射出来，形成一个坑。用于切割的电极表面不是圆形表面的平坦刀片，而通常具有更细的线或线环。
使用平均功率较低的波形进行凝结，产生的热量不足以产生爆炸性汽化，而是产生热凝结物。
当电极接触到空气中的组织时会发生干燥，并且产生的热量低于切割所需的热量。组织表面和探针更深处的一些组织变干，形成凝块（死组织的干燥斑块）。该技术可用于治疗需要对皮肤表面损伤最小的皮下结节。
在电灼模式下，电极远离组织，因此当电极和组织之间的气隙被电离时，会产生电弧放电。在这种方法中，对组织的灼烧深度更浅，因为电流分布在比电极尖端更大的组织区域。在这种条件下，表面皮肤炭化或碳化比与探头接触时面积更广，因此该技术用于非常浅表或突出的病变，例如皮赘。气隙的电离需要千伏范围内的电压。
除了组织中的热效应外，电场还可以在细胞膜上造孔——这种现象称为电穿孔。

### 湿场电外科
有湿场和干场电外科设备。湿场设备在盐水溶液或开放性创伤中运行。交流电在两个电极之间通过而加热，在电流密度最高的地方加热量最大，因此最小或最锋利的电极产生最多的热量。
Cut/Coag 大多数湿场电外科系统以两种模式运行：“Cut”导致小面积组织蒸发，“Coag”导致组织“干燥”（止血）。“干燥”的组织是死亡组织（稍后会脱落或被纤维化组织取代），但在电外科应用后它们暂时保持完整。组织死亡的深度通常在电极接触点附近几毫米。
Cut 如果电压水平足够高，产生的热量会产生蒸汽袋。蒸汽袋通常会达到大约400摄氏度的温度，这会蒸发并炸开一小部分软组织，从而形成切口。
Coag 当系统在“coag模式”下运行时，电压输出通常高于切割模式。组织仍然完好无损，但细胞在接触点被破坏，较小的血管被破坏和堵塞，阻止毛细血管和小动脉出血。

## 电外科波形
不同的波形可用于不同的电外科手术。对于切割，通常采用连续的单频正弦波。快速的组织加热导致细胞外液爆炸性汽化。如果电压足够高（>400 V峰峰值），蒸汽被电离，形成导电等离子体。电流继续从金属电极通过电离气体流入组织。组织的快速过热导致其汽化、碎裂和喷射，从而实现组织切割。在连续波的应用中，热扩散通常会导致在病变边缘形成明显的热损伤区。电外科波形中的开路电压通常在300–10,000 V峰峰值范围内。
脉冲波形可以获得更高的精度。使用持续时间为几十微秒的脉冲串可以切割组织，而热扩散区的大小可以不超过细胞尺度。如果在爆发之间延迟足够时间，也可以避免重复爆发的热量积聚，从而使组织冷却。可以通过改变开启时间与关闭时间的比例控制加热速率。相关参数占空比定义为开启时间与周期（单个开启-关闭周期的时间）之比。在电气工程术语中，改变这个比率以达到平均幅度而不是直接改变幅度的过程称为脉宽调制。
对于凝固，平均功率通常降低到切割阈值以下。通常，正弦波会快速连续地打开和关闭。整体效果是较慢的加热过程，这会导致组织凝固。在简单的凝固/切割模式机器中，与使用相同设备的切割模式典型的高频音相比，人耳通常会听到较低的凝固模式典型的占空比较低的频率和更粗糙的音调。
许多现代电外科发生器提供复杂的波形，并根据组织阻抗的变化实时调整功率。

## 预防意外伤害
烧伤
对于麻醉期间的高功率手术用途，单极模式依赖于身体大面积（通常是患者的整个背部）与返回电极或电极垫（也称为分散垫或患者板）之间的良好电接触。如果与返回电极的接触不足，或者当患者接触到金属物体作为接地/接地的意外（电容性）泄漏路径时，可能会发生严重烧伤（3度）。
为防止意外灼伤，清洁皮肤并使用导电凝胶增强与返回电极的接触。在建筑物的电气布线中必须遵循正确的电气接地做法。除此之外，使用包括返回电极监测系统的现代电外科设备，该系统可以持续测试可靠和安全的患者接触。这些系统监测分离或双垫返回电极的阻抗，并发出警报，在发生故障时禁用进一步的发电机输出。以前的发生器依赖于单垫返回电极，因此无法验证保证的安全接触。返回电极应始终与皮肤完全接触，并放置在身体的同一侧并靠近进行手术的身体部位。
如果患者体内有任何金属，则将返回电极放置在身体与金属相反的一侧，并放置在金属和手术部位之间，防止电流在通往返回电极的途中有选择地通过金属。例如，对于已进行右侧髋关节置换手术的患者，将返回电极放置在下腹部外侧的身体左侧，并将返回电极放置在下腹部的位置之间，即金属和手术部位并且是金属的另一侧。如果身体两侧有金属，则尽可能将返回电极放置在金属和手术部位之间。常见的返回电极位置包括大腿外侧、腹部、背部或肩胛骨的外侧部分。
双极的使用不需要放置返回电极，因为电流仅在钳子或其他双极输出设备的尖头之间通过。
电外科手术只能由接受过特定培训并熟悉防烧伤技术的医生进行。
烟毒
电外科手术产生的手术烟雾的毒性也引起了人们的关注。这已被证明含有可能对患者、外科医生或手术室工作人员造成伤害的化学物质。
火灾
不应在如含酒精的消毒剂等易燃物质周围使用电刀。

## 历史
William T. Bovie工作于哈佛大学时开发了第一个电外科设备。1926年10月1日，马萨诸塞州波士顿的布莱根妇女医院的哈维·库欣（Harvey Cushing）首次使用电外科设备进行了患者头部去除肿块的手术。

## 相关
1. ↑  Hainer BL, "Fundamentals of electrosurgery", Journal of the American Board of Family Practice, 4(6):419–26, 1991 Nov.–Dec.
2. ↑  Electrosurgery for the Skin （页面存档备份，存于）, Barry L. Hainer M.D., Richard B. Usatine, M.D., American Family Physician (Journal of the American Academy of Family Physicians), 2002 Oct 1;66(7):1259–66.
3. ↑  "A Simple Guide to the Hyfrecator 2000" 的存檔，存档日期2007-09-28.. Schuco International (London) Ltd.
4. ↑  . J Am Acad Dermatol. Apr 1987, 16 (4): 862–7. PMID 3571547. doi:10.1016/s0190-9622(87)70113-3.
5. ↑  Bouchier G, "The fundamentals of electro-surgery. High frequency current generators",
Cah Prothese, 1980 Jan;8(29):95–106. In French.
6. ↑  Oringer MJ. . J Oral Surg Anesth Hosp Dent Serv. Jan 1960, 18: 39–49. PMID 14429020.
7. ↑  Reidenbach HD. . Endosc Surg Allied Technol. Apr 1993, 1 (2): 85–90. PMID 8055306.
8. 1 2 3  McCauley, Genard.  (PDF). Aaron Medical. 2003  [2011-07-13]. （原始内容 (PDF)存档于2006-05-23）.
9. ↑  US Patent 3987795. Electrosurgical devices having sesquipolar electrode structures incorporated therein
10. ↑   (PDF).   [2006-12-10]. （原始内容 (PDF)存档于2007-09-28）.
11. 1 2 3 4  Palanker, Daniel; Vankov, Alexander; Jayaraman, Pradeep. . New Journal of Physics. 2008, 10 (12): 123022. Bibcode:2008NJPh...10l3022P. doi:10.1088/1367-2630/10/12/123022.
12. 1 2 3  Palanker, D.V.; Vankov, A.; Huie, P. . IEEE Transactions on Biomedical Engineering. 2008, 55 (2): 838–841. PMID 18270030. doi:10.1109/tbme.2007.914539.
13. ↑  .   [2021-12-23]. （原始内容存档于2008-05-17）.
14. ↑  . Surg Endosc. February 2012, 26 (2): 337–42. PMID 21898022. doi:10.1007/s00464-011-1872-1.
15. ↑  Karjalainen M, Kontunen A, Saari S, Rönkkö T, Lekkala J, Roine A, et al. (2018) The characterization of surgical smoke from various tissues and its implications for occupational safety. （页面存档备份，存于） PLoS ONE 13(4): e0195274. https://doi.org/10.1371/journal.pone.0195274
16. ↑  Woman dies after being set on fire during surgery in Romania （页面存档备份，存于） The Guardian, 2019
17. ↑  Pollack, SV; Carruthers, A; Grekin, RC. . Dermatologic Surgery. 2000, 26 (10): 904–8. PMID 11050490. doi:10.1046/j.1524-4725.2000.026010904.x.
18. ↑  Bovie, WT; Cushing, H. . Surg Gynecol Obstet. 1928, 47: 751–84.